# Juzennecourt
Juzennecourt ist eine französische Gemeinde mit 199 Einwohnern (Stand 1. Januar 2022) im Département Haute-Marne in der Region Grand Est. Sie gehört zum Arrondissement Chaumont und zum Kanton Châteauvillain. Die Einwohner werden Juzennecourtois(es) genannt.

## Lage
Juzennecourt liegt am Fluss Blaise rund 68 Kilometer ostsüdöstlich von Troyes und 14 Kilometer nordwestlich der Kleinstadt Chaumont im Westen des Départements Haute-Marne.

### Verkehrsanbindung
Die Gemeinde liegt an der D619 von Chaumont nach Troyes. Über diese erreicht man in südöstlicher Richtung in 14 Kilometern Entfernung nahe Chaumont die Route nationale 67.

## Geschichte
Die Gemeinde gehörte von 1793 bis 1801 zum Distrikt Chaumont. Seit 1801 ist sie Teil des Arrondissements Chaumont. Von 1793 bis 2015 war Juzennecourt Kantonshauptort des Kantons Juzennecourt.

## Bevölkerung
| Jahr                       | 1962 | 1968 | 1975 | 1982 | 1990 | 1999 | 2006 | 2012 | 2019 |
| Einwohner                  | 181  | 193  | 154  | 135  | 148  | 177  | 205  | 214  | 212  |
| Quellen: Cassini und INSEE |      |      |      |      |      |      |      |      |      |

## Sehenswürdigkeiten
- Schloss Château de Juzennecourt, erbaut 1717, seit 2001 als Monument historique eingeschrieben[1]
- Kirche Sainte-Madeleine aus dem Jahr 1806[2]
- Mehrere Wegkreuze
- Denkmal für die Gefallenen[3]

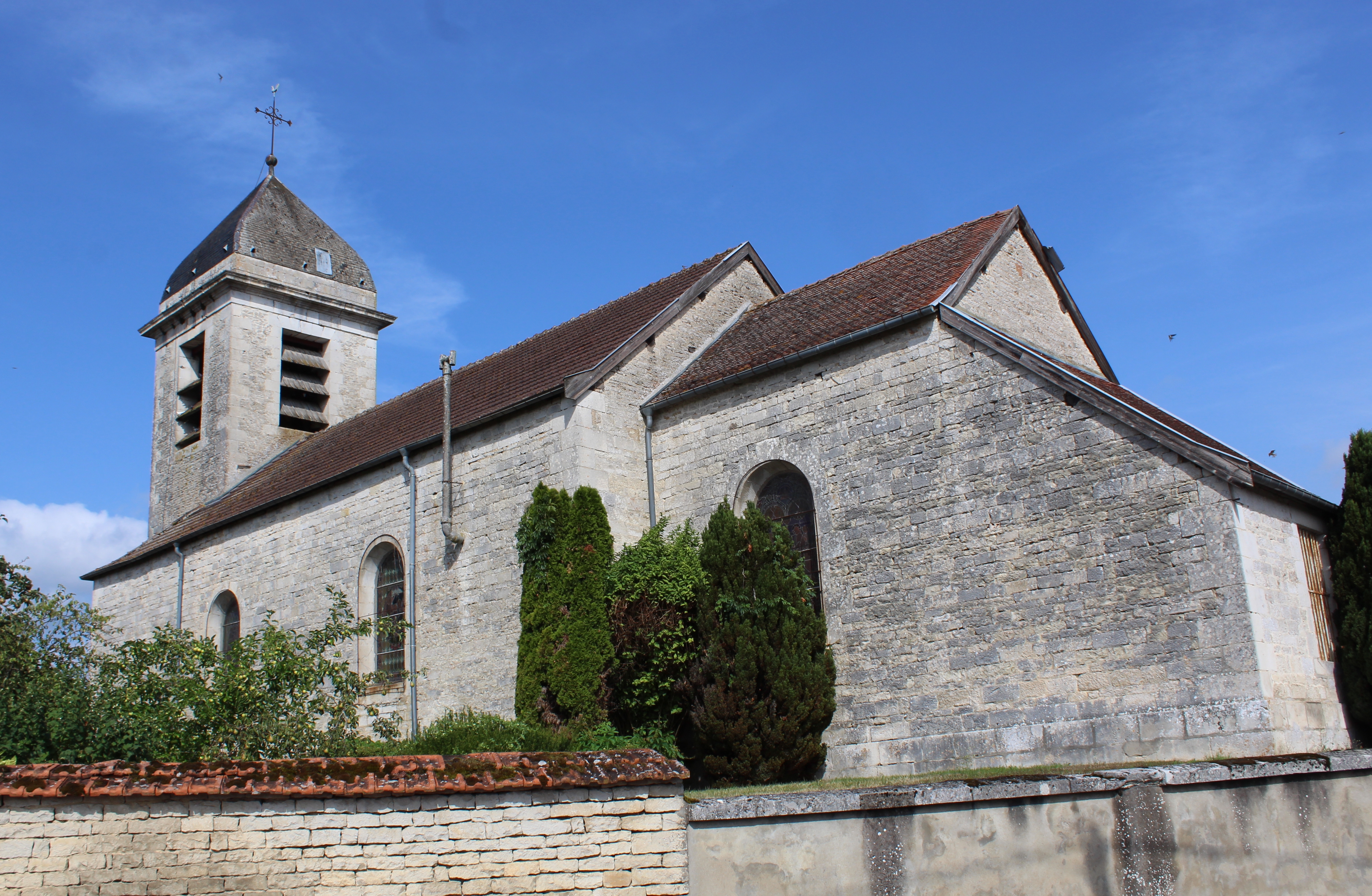
Kirche Sainte-Madeleine
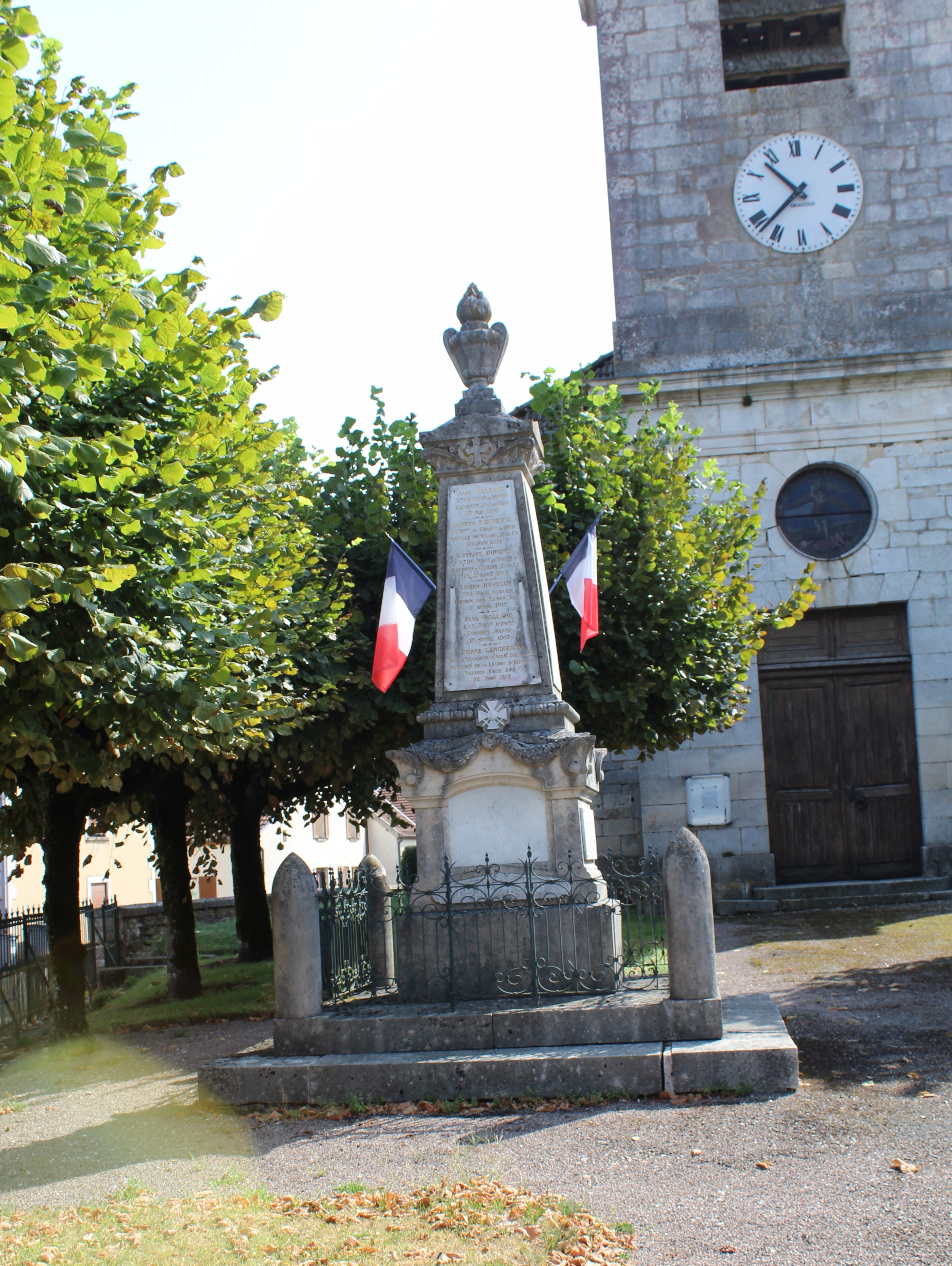
Denkmal für die Gefallenen